# Eugène Gillain
Eugène Gillain (1882-1955) est un poète et conteur belge écrivant en wallon.

## Biographie
Né le 25 novembre 1882 à Sart-Saint-Laurent, près de Namur, Eugène Gillain épouse Marie Doffagne en 1908. De leur union naissent huit enfants, dont deux connaîtront une carrière artistique : Henri et Joseph. Devenu percepteur des contributions, ce qui l’amène à déménager régulièrement, il se revendique aussi poète wallon, portant fièrement sa langue.
Eugène Gillain est reçu membre du cercle littéraire dialectal Lès Rèlîs Namurwès en 1927. En 1932, 1939 et 1944, il obtient la cocarde décernée au membre ayant fourni le travail le plus méritoire au cours de l'exercice écoulé.
Il décède le 10 août 1955 à Namur.

### L'aventure desLes Cahiers wallons
En 1937, Eugène Gillain fonde les Cahiers wallons (wa), dont il va être le premier directeur. Il est assisté d'un autre membre des Rèlîs Namurwès, Paul Moureau, qui en devient le rédacteur en chef, et les couvertures des premiers numéros sont illustrées par son fils, Joseph. Le premier numéro parait le 11 février ; il est tiré à 3 000 exemplaires.
À cette époque, Les Cahiers wallons se veulent une anthologie des œuvres des meilleurs écrivains wallons, ouverte à tous les dialectes de la Wallonie. Le premier numéro comporte néanmoins une majorité de textes produits par des membres des Rèlîs Namurwès.
Malgré une publicité importante et un bon démarrage — la revue fait l'objet de 300 abonnements sur son premier mois d'existence —, Les Cahiers wallons ne sont pas une entreprise rentable. Les exercices 1937 et 1938 se soldent par un déficit, qui s'élève à 5 000 francs belge la première année. Un record d'abonnements sera atteint en 1939, où l'on en dénombre 1 300, mais cette dynamique est brisée par la guerre et par la mort de Moureau, en novembre 1939. En 1940, le nombre d'abonnements retombe à 600 et les parutions se font irrégulières. En juin 1941, on ne compte plus que 120 abonnés. Dans ce contexte, la formule d'anthologie fait régulièrement place à des numéros dédiés à un seul écrivain.
La parution de cette première série s'interrompt en 1944, à la suite de difficultés financières, mais le titre reparait à partir de mars 1947. La seconde série des Cahiers devient l'organe officiel du cercle littéraire dialectal Lès Rèlîs Namurwès, qui l'éditent toujours de nos jours. La mention « Fondateur : M. Eugène GILLAIN » figure toujours en couverture de chaque numéro.

## Œuvre
- Au culot do feu, Gembloux, éd. Imprimerie J. Duculot, 1927

- Sov'nances d'on vî gamin, Gembloux, éd. Imprimerie J. Duculot, 1932

- Do minme tonia, Fosses-la-Ville, éd. Imprimerie Romain, 1951
- Li fond do tonia, 1967